# Walt Whitman
Walter Walt Whitman (West Hills, Nova York, 31 de maig del 1819 - Camden, Nova Jersey, 26 de març del 1892) és considerat un dels poetes més influents nascuts als Estats Units.
Poeta, assagista, periodista i humanista, va néixer a West Hills, Huntington a Long Island, estat de Nova York. La seva obra més famosa és Leaves of Grass (traducció catalana: Fulles d'herba), que va continuar revisant i modificant fins a la mort.
Amb una obra que s'ha traduït a més de trenta llengües, se sol acceptar que Whitman inventa la literatura contemporània americana com a gènere. Abandona les rígides estructures rítmiques i mètriques de la poesia europea i adopta un estil de vers lliure que reprodueix d'una manera escaient la seva visió filosòfica, segons la qual Amèrica estava destinada a reinventar el món com a alliberador de l'esperit humà. Va aprofundir en les dualitats existencials de l'individu i el cosmos, la interioritat de l'ésser humà en consonància amb la pluralitat de l'univers. Tot i que conegué la incomprensió i la censura, exercí una forta influència, que encara perdura, i és considerat un dels poetes americans més grans de tots els temps.
Whitman continua tenint una forta influència en la poesia . La historiadora de l'art Mary Berenson va escriure:
| «               | No es pot entendre realment Amèrica sense Walt Whitman, sense Fulles d'herba... Ha expressat aquesta civilització, 'actualitzada', com ell diria, i cap estudiant de filosofia de la història pot prescindir d'ell. | » |
| — Mary Berenson | |   |

El poeta modernista Ezra Pound va anomenar Whitman:
| «            | El poeta d'Amèrica... Ell és Amèrica. | » |
| — Ezra Pound |                                       |   |

## Biografia
De mare d'origen neerlandès i de pare anglès, fou el segon de nou fills d'una família de recursos migrats. Encara adolescent, treballà en una impremta. Molt aviat, però, es decantà cap al periodisme i fou director del diari Brooklyn Daily Eagle (1846-48). Anà a Nova Orleans (1848) per tal de treballar en el diari Crescent, i allà descobrí la diversitat i la grandesa dels Estats Units d'Amèrica i, en certa manera, va acabar el seu període de periodista a Nova York.

## Obra
Les primeres versions de Leaves of Grass eren autoedicions que tenien una pobra recepció. Alguns poemes contenien gràfiques representacions del cos humà, enumerat sense parar en l'innovador estil catalogador de l'autor, que contrastava amb l'ètica puritana d'aquells temps. Malgrat el contingut i l'estructura revolucionàries, les següents edicions del llibre continuarien amb la indiferència de la crítica oficial als Estats Units. En canvi, a l'estranger, el llibre era una sensació mundial, sobretot a França, on l'intens humanisme del poeta contribuiria a provocar la revolució naturalista de les lletres franceses. Fou traduït al català i espanyol pel mallorquí Cebrià de Montoliu i de Togores.
Pels volts del 1864, Whitman era ja famós a tot arreu i Leaves of Grass s'havia publicat finalment en una editorial estatunidenca. Tot i que encara se'l considerava un iconoclasta i un independent literari, si més no, l'estatus del poeta començava a créixer al seu país. Durant els seus darrers anys, Whitman s'havia convertit en un respectat avantguardista literari que rebia visites de joves artistes de tot el món. Durant aquests anys, fotografies i quadres del gran bard conrearien una certa figura mística a l'estil de Crist. Malgrat que Whitman no va inventar el transcendentalisme americà, es va convertir en l'exponent més famós d'aquesta tendència i el seu nom no resta només sinònim de poesia sinó també de l'incipient misticisme estatunidenc. Durant el segle xx, joves escriptors com ara Hart Crane, William Carlos Williams, Allen Ginsberg i Jack Kerouac van redescobrir Whitman i el van actualitzar per a un públic més jove.
Leaves of Grass tingué nou edicions en vida de l'autor, cadascuna de les quals amb un bon nombre de poemes nous. La cinquena inclogué el que també és conegut com a Drum Taps (Cops de tambor), que és un grup poemes sobre la Guerra Civil americana, que Whitman seguí de prop, servint en els hospitals de ferits.
El famós compositor estatunidenc Paul Creston (1906-1985) adaptà uns quants poemes seus a la seva música que aquest va compondre.

### Llistat d'obres
- Franklin Evans; or The Inebriate: A Tale of the Times (1842)
- The Half-Breed; A Tale of the Western Frontier (1846)
- Life and Adventures of Jack Engle (serialitzada el 1852)[5]
- Leaves of Grass (1855, la primera de les set edicions fins al 1891)
- Manly Health and Training (1858)[6]
- Drum-Taps (1865)
- Democratic Vistas (1871)
- Memoranda During the War (1876)
- Specimen Days (1882)
- The Wound Dresser: Letters written to his mother from the hospitals in Washington during the Civil War, editat per Richard M. Bucke (1898)
- Walt Whitman Speaks: His Final Thoughts on Life, Writing, Spirituality, and the Promise of America as told to Horace Traubel, editat per Brenda Wineapple (2019)[7]

## Traduccions al català[8]
- MONTOLIU, Cebrià. Walt Whitman. L'home i sa tasca. Societat Catalana d'Edicions: Barcelona, 1913.
- WHITMAN, Walt. Fulles d'herba Traducció de Cebrià Montoliu. Barcelona: L'Avenç, 1919.
- WHITMAN, Walt. Cant de mi mateix. Traducció d'Agustí Bartra i Miquel Desclot. Vic: Eumo; Edipoies, 1985.
- WHITMAN, Walt. Cant de mi mateix. Traducció de Lluís Roda. La Pobla Llarga: Edicions 96, 2011.
- CREELEY, Robert. A la terra. Traducció de Dolors Udina. Eumo: Vic, 2013. [Aquí s'inclouen mostres d'alguns fragments de Fulles d'herba traduïts per D. Sam Abrams.]
- WHITMAN, Walt. Fulles d'herba. Traducció de Jaume C. Pons Alorda. Barcelona: Edicions 1984, 2014. ISBN 84-15835-30-2; ISBN 978-84-15835-30-1.

## Llegat i influència

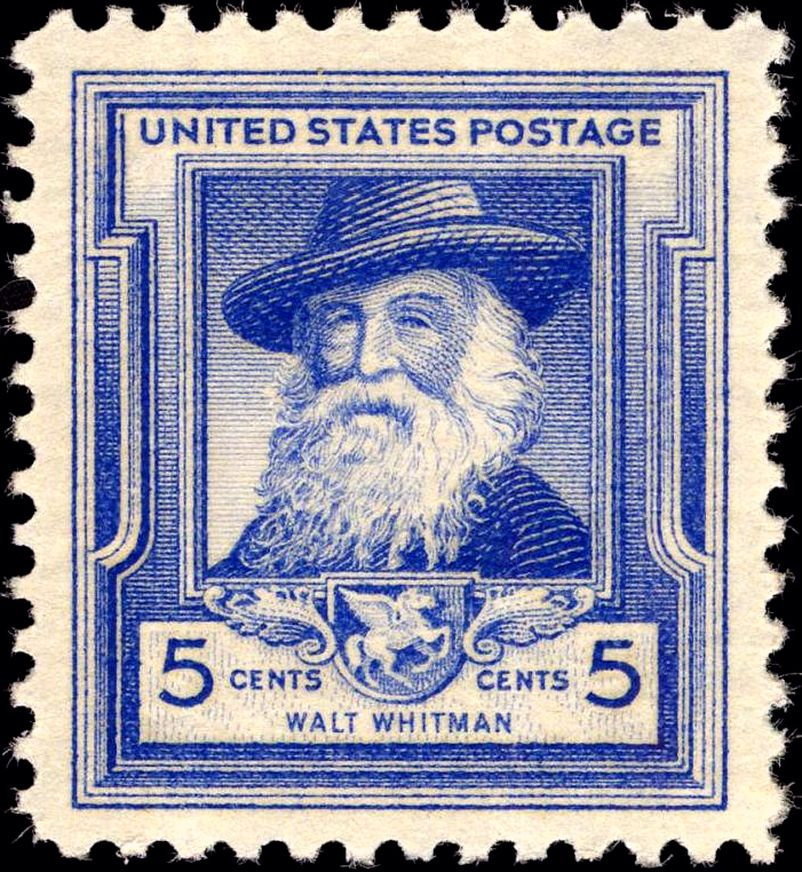
El 1940, Whitman va ser homenatjat en una emissió de segells de la sèrie Famous Americans.

Whitman ha estat reivindicat com el primer poeta de la democràcia dels Estats Units, un títol destinat a reflectir la seva capacitat per escriure amb un caràcter singularment americà. Una amiga britànica-estatunidenca de Whitman, Mary Whitall Smith Costelloe, va escriure: « No es pot entendre realment Amèrica sense Walt Whitman, sense Fulles d'herba... Ha expressat aquesta civilització, 'actualitzada', com diria, i cap estudiant de filosofia de la història pot prescindir d'ell». Andrew Carnegie el va anomenar el gran poeta d'Amèrica fins ara. Whitman es considerava a si mateix una figura semblant al messies en la poesia. Altres van coincidir: un dels seus admiradors, William Sloane Kennedy, va especular que «la gent celebrarà el naixement de Walt Whitman com ara és el naixement de Crist».
El crític literari Harold Bloom va escriure, com a introducció al 150è aniversari de Leaves of Grass:
| « | Si ets nord-americà, aleshores Walt Whitman és el teu pare i mare imaginatius, encara que, com jo, mai no hagis compost cap vers. Podeu nominar un bon nombre d'obres literàries com a candidats per a l'Escriptura secular dels Estats Units. Poden incloure Moby-Dick de Melville, Les aventures de Huckleberry Finn de Twain i les dues sèries d'Assajos i La conducta de la vida d'Emerson. Cap d'ells, ni tan sols els d'Emerson, són tan centrals com la primera edició de Leaves of Grass. | » |

En la seva època, Whitman va atreure un grup influent de deixebles i admiradors. Entre els seus admiradors hi havia l’Eagle Street College, un grup informal establert el 1885 a la casa de James William Wallace a Eagle Street a Bolton, Anglaterra, per llegir i discutir la poesia de Whitman. Posteriorment, el grup es va fer conegut com a Bolton Whitman Fellowship o Whitmanites. Els seus membres van celebrar una celebració anual del Dia de Whitman al voltant de l'aniversari del poeta. La neboda de Whitman, Jessie Louisa Whitman, també va contribuir al seu llegat permetent que Ralph L. Fansler enregistrés els seus records de Whitman durant una sèrie d'entrevistes que van tenir lloc entre 1939 i 1943. A les entrevistes, Jessie destaca per la seva fidelitat i l'interès de tota la vida pel seu oncle. Jessie tenia cartes escrites per Whitman, que es van lliurar a la Missouri Historical Society el 1960.

### Poetes nord-americans
Whitman és un dels poetes nord-americans més influents. El poeta modernista Ezra Pound va anomenar Whitman «el poeta d'Amèrica... Ell és Amèrica». Per al poeta Langston Hughes, que va escriure «I, too, sing America», Whitman era un heroi literari. L'estil de vida vagabund de Whitman va ser adoptat pel moviment Beat i els seus líders com Allen Ginsberg i Jack Kerouac als anys 50 i 60, així com poetes contra la guerra com Adrienne Rich, Alicia Ostriker i Gary Snyder. Lawrence Ferlinghetti es va comptar entre els nens salvatges de Whitman, i el títol de la col·lecció de Ferlinghetti de 1961 Starting from San Francisco és una referència a Starting from Paumanok de Whitman. June Jordan va publicar un assaig fonamental titulat For the Sake of People's Poetry: Walt Whitman and the Rest of Us, lloant Whitman com un poeta democràtic les obres del qual parlen a minories ètniques de tots els orígens. La poeta laureada dels Estats Units Joy Harjo, que és cancellera de l’Acadèmia de Poetes Americans, compta amb Whitman entre les seves influències.

### Poetes llatinoamericans
La poesia de Whitman va influir en els poetes llatinoamericans i del Carib als segles XIX i XX, començant pel poeta, filòsof i líder nacionalista cubà José Martí, que va publicar assaigs en espanyol sobre els escrits de Whitman el 1887. Les traduccions de 1912 d'Álvaro Armando Vasseur van augmentar encara més el perfil de Whitman a Amèrica Llatina. L'avantguardista peruà César Vallejo, el poeta xilè Pablo Neruda i l'argentí Jorge Luis Borges van reconèixer la influència de Walt Whitman.

### Autors europeus
Alguns, com Oscar Wilde i Edward Carpenter, van veure a Whitman com un profeta d'un futur utòpic i del desig de persones del mateix sexe: la passió dels companys. Això s'alineava amb els seus propis desitjos d'un futur de socialisme fraternal. Whitman també va influir en Bram Stoker, autor de Dràcula, i va ser un model per al personatge de Dràcula. Stoker va dir a les seves notes que Dràcula representava l'home per excel·lència que, per a Stoker, era Whitman, amb qui va mantenir correspondència fins a la mort de Whitman.

### Cinema i televisió
La vida i els versos de Whitman s'han fet referència en un nombre substancial d'obres de pel·lícules i vídeos. A Dead Poets Society (1989) de Peter Weir, el professor John Keating, interpretat per Robin Williams, inspira els seus alumnes amb les obres de Whitman, Thoreau, Frost, Shakespeare i Byron.
A la pel·lícula Beautiful Dreamers (Hemdale Films, 1992), Whitman va ser interpretat per Rip Torn. Whitman visita un manicomi a London, Ontario, on algunes de les seves idees s'adopten com a part d'un programa de teràpia ocupacional.
El poema de Whitman Yonnondio va influir tant en un llibre (Yonnondio: From the Thirties, 1974) de Tillie Olsen com en una pel·lícula de setze minuts, Yonnondio (1994) d'Ali Mohamed Selim.
El poema de Whitman I Sing the Body Electric (1855) va ser utilitzat per Ray Bradbury com a títol d'un conte i una col·lecció de contes. La història de Bradbury va ser adaptada per a l’episodi de Twilight Zone del 18 de maig de 1962, en què una família afligida compra una àvia robot feta per encàrrec per estimar i servir la família per sempre. I Sing the Body Electric va inspirar el final de la pel·lícula Fame (1980), una fusió de gospel, rock i orquestra.

### Enregistraments musicals i àudio
La poesia de Whitman ha estat musicada per més de 500 compositors; de fet, s'ha suggerit que la seva poesia ha estat musicada més que la de qualsevol altre poeta estatunidenc excepte Emily Dickinson i Henry Wadsworth Longfellow. Els que han musicat els seus poemes són John Adams; Ernst Bacon; Leonard Bernstein; Benjamin Britten; Rhoda Coghill; David Conte; Ronald Corp; George Crumb; Frederic Delius; Howard Hanson; Karl Amadeus Hartmann; Hans Werner Henze; Bernard Herrmann; Jennifer Higdon; Paul Hindemith; Ned Rorem; Howard Skempton; Eva Ruth Spalding; Williametta Spencer; Charles Villiers Stanford; Robert Strassburg; Ananda Sukarlan; Ivana Marburger Themmen; Rossini Vrionides; Ralph Vaughan Williams; Kurt Weill; Helen L. Weiss; Charles Wood; i Roger Sessions. Crossing, una òpera composta per Matthew Aucoin i inspirada en els diaris de la Guerra Civil de Whitman, es va estrenar el 2015.
L'any 2014, l'editorial alemanya Hörbuch Hamburg va publicar el llibre d'àudio bilingüe de doble CD del cicle Kinder Adams/Children of Adam, basat en les traduccions de Kai Grehn a Children of Adam from Leaves of Grass (Galerie Vevais) de 2005, acompanyant una col·lecció de fotografia de nu de Paul Cava. El llançament d'àudio va incloure una lectura completa d’Iggy Pop, així com lectures de Marianne Sägebrecht; Martin Wuttke; Birgit Minichmayr; Alexander Fehling; Lars Rudolph; Volker Bruch; Paula Beer; Josef Osterndorf; Ronald Lippok; Jule Böwe; i Robert Gwisdek. El 2014 el compositor John Zorn va publicar On Leaves of Grass, un àlbum inspirat i dedicat a Whitman.

### Reconeixements
La importància de Whitman en la cultura americana es reflecteix a les escoles, carreteres, parades de descans i ponts que porten el seu nom. Entre ells es troben la Walt Whitman High School a Bethesda, Maryland i la Walt Whitman High School a Long Island, la Walt Whitman Elementary School (Woodbury, Nova York), Walt Whitman Boulevard (Cherry Hill, Nova Jersey) i una àrea de servei a New Jersey. Jersey Turnpike a Cherry Hill, per citar-ne uns quants.

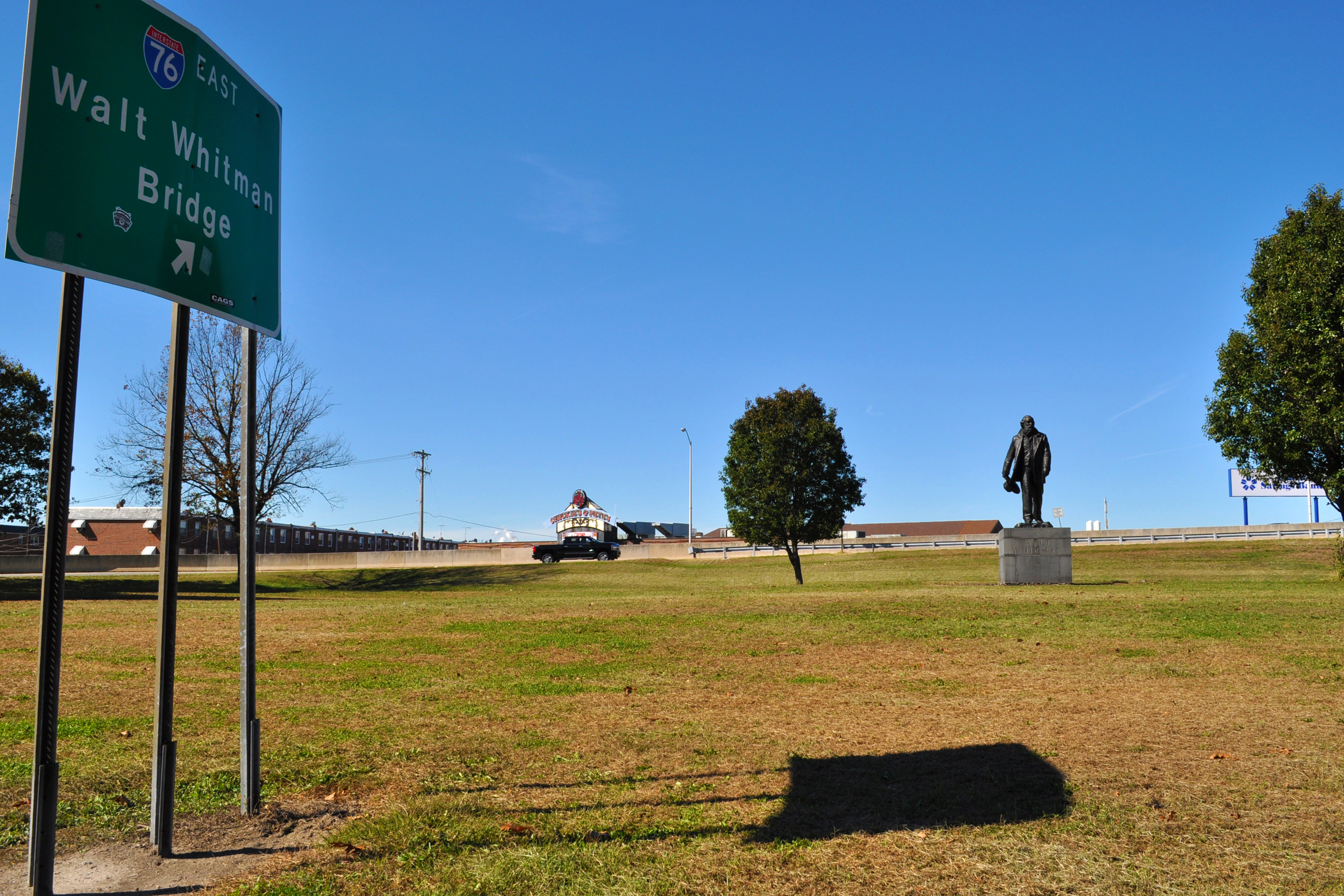
L’estàtua de Whitman a l'entrada del pont de Walt Whitman, batejada en honor de Whitman. El pont connecta Filadèlfia i South Jersey i és un dels ponts més llargs de la costa est dels EUA.

El pont de Walt Whitman, que creua el riu Delaware entre Filadèlfia i Gloucester City, Nova Jersey, prop de la casa de Whitman a Camden, Nova Jersey, es va inaugurar el 16 de maig de 1957. Una estàtua de Whitman de Jo Davidson es troba a l'entrada del pont de Walt Whitman i un altre càsting resideix al Bear Mountain State Park. La polèmica que va envoltar la denominació del pont de Walt Whitman s'ha documentat en una sèrie de cartes de membres del públic, que es conserven a la biblioteca de la Universitat de Pennsilvània. La pàgina web sobre aquest assumpte diu: «El pont havia de rebre el nom d'una persona destacada que havia viscut a Nova Jersey, però uns quants ciutadans de la zona es van oposar al nom de 'Walt Whitman Bridge'... Molts s'oposaven a l'elecció de el seu nom per al pont va veure que l'obra de Whitman simpatitzava amb els ideals comunistes i el va criticar per la seva visió igualitària de la humanitat».
L'any 1997 es va obrir la Walt Whitman Community School de Dallas, convertint-se en la primera escola secundària privada que atenia joves LGBT. Els seus altres homònims són les Walt Whitman Shops a Huntington Station, Nova York, prop del seu lloc de naixement, i Walt Whitman Road, que abasta l'estació de Huntington fins a Melville a Long Island.
Whitman va ser inclòs al Saló de la Fama de Nova Jersey el 2009, i, el 2013, va ser inclòs al Legacy Walk, una exhibició pública a l'aire lliure que celebra la història i les persones LGBT.
Un campament d'estiu mixt fundat el 1948 a Piermont, New Hampshire, porta el nom de Whitman.
Un cràter de Mercuri porta el seu nom.